# Robert John Braidwood
Robert John Braidwood (29 de juliol de 1907- 15 de gener de 2003) va ser un arqueòleg i antropòleg estatunidenc un dels creadors del corrent anomenat Arqueologia procesual o Nova arqueologia.
Nasqué a Detroit, Michigan, i va ser educat a la Universitat de Michigan, on es va graduar en arquitectura el 1933. L'any següent i fins a 1938 es va unir a l'expedició a la vall del riu Amuq al nord de Síria sota les ordres de l'arqueòleg James Henry Breasted. El 1937 es va casar amb l'arqueòloga Linda Schreiber que va ser també la seva companya en la feina. Es va especialitzar en civilitzacions antigues mesopotàmiques com la de Sumer.
El 1943 va esdevenir Doctor en filosofia per la Universitat de Chicago i professor d'antropologia i, un cop jubilat, professor emèrit fins a la seva mort.
El 1947, Braidwood assabentat dels estudis de Willard Libby per aconseguir datacions absolutes basades en el carboni-14, va proporcionar-li les primeres mostres antigues per a ser datades.
En les seves expedicions al Kurdistan va incorporar botànics i zoòlegs per tal de poder aclarir el procés del pas de l'agricultura de recol·lecció a les formes agrícoles del Neolític.
Aplicant les noves tecnologies va poder recollir, per primera vegada, mostres de l'ADN de la sang en utensilis antics.
Metodològicament va introduir la idea de les hipòtesis comprovables en l'arqueologia.